# Alfred Margaine
Alfred Margaine est un homme politique français né le 18 janvier 1870 à Sainte-Menehould (Marne) et mort le 17 avril 1953 à Rochecorbon (Indre-et-Loire).

## Biographie
Fils de Camille Margaine, député, puis sénateur, républicain, Alfred Margaine fait ses études supérieures à l'École polytechnique et devient ingénieur des Ponts et Chaussées, puis est élu député en 1910, dès le premier tour, dans la circonscription qui élisait autrefois son père. Il est membre du Parti républicain, radical et radical-socialiste. Pendant son premier mandat, le député Margaine appartient à la commission des Chemins de fer et à celle des Travaux publics. Il est réélu en 1914, et constamment jusqu'en 1940, mais au second tour désormais. De 1914 à 1919, il reste à la commission des Chemins de fer, mais appartient aussi à celle des Affaires extérieures. Il interpelle le gouvernement, entre autres, sur les concessions pétrolières en Algérie (le premier gisement d'hydrocarbures n'a été découvert dans ce pays qu'en 1956).
Il a été mobilisé au début de la Première Guerre mondiale comme commandant du génie et attaché à l'état-major du génie de l'armée du général Sarrail.
Il reste à la commission des Affaires extérieures de 1919 à 1924, mais quitte celle des Chemins de fer pour la commission d'Alsace-Lorraine, et se consacre essentiellement à la politique étrangère. Il est ainsi rapporteur de la loi ratifiant le traité de Saint-Germain et de celle ratifiant la convention internationale sur le Danube. Il réclame aussi la reconnaissance de l'Union soviétique par la France.
De 1924 à 1928, Alfred Margaine porte principalement son intérêt sur les questions économiques : le pétrole, d'abord, le charbon et l'acier ensuite, les céréales, enfin. Il réclame l'intervention de l'État pour assurer l'approvisionnement et lutter contre les ententes entre les gros industriels. De 1928 à 1932, tout en continuant de travailler sur les questions d'économie et d'affaire étrangères (il dénonce par exemple l'entente financière germano-américaine), il porte davantage son intérêt sur les questions agricoles.
De juin à décembre 1932, Alfred Margaine est sous-secrétaire d'État aux Travaux publics dans le quatrième gouvernement d'Édouard Herriot. Revenu à la Chambre des députés, il concentre son attention sur les questions diplomatiques et militaires, jusqu'en 1940.
Le 9 juillet 1940, il est l'un des trois députés à voter contre le principe d'une révision constitutionnelle. Naturellement, le lendemain, le 10 juillet 1940, il vote contre les pleins pouvoirs à Philippe Pétain. Son fils, Jean Margaine, s'engage dans la Résistance et meurt en déportation.

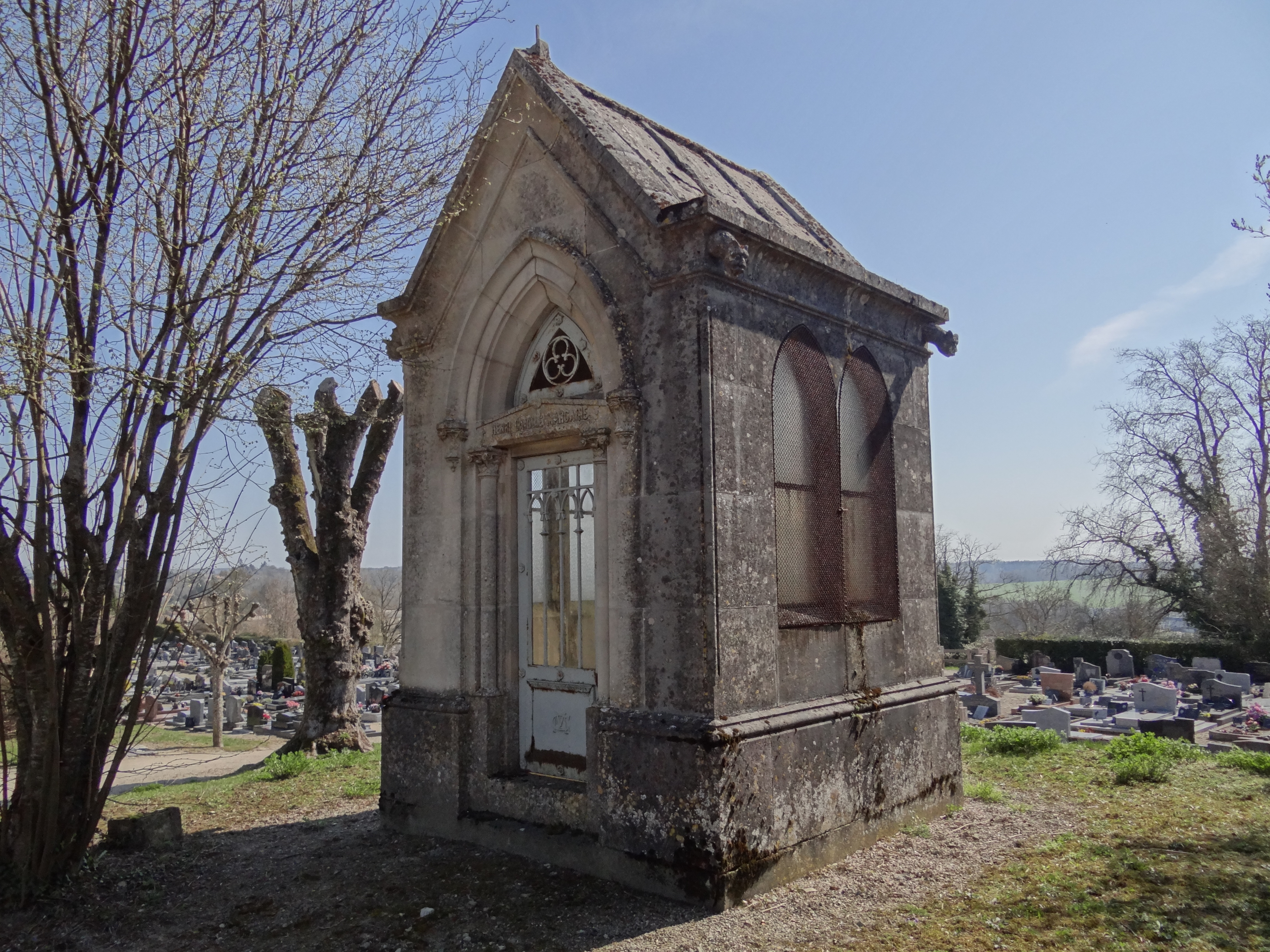
La chapelle funéraire de la famille Margaine au cimetière du château de Sainte-Menehould (Marne).

## Décoration
- Chevalier de la Légion d'honneur Il a été fait chevalier de la Légion d'honneur le 28 avril 1915. Sa nomination a été ainsi motivée[1] :

« Chef de bataillon territorial, commandant du génie d'une armée : a montré, depuis le début de la campagne, les plus grandes connaissances »